# Saint-Romain-de-Lerps

Saint-Romain-de-Lerps este o comună în departamentul Ardèche din sud-estul Franței. În 1 ianuarie 2022 avea o populație de 989 de locuitori.